# Поль Моран
Поль Мора́н (фр. Paul Morand; 13 березня 1888, Париж — 23 липня 1976, Париж) — французький письменник і дипломат.

## Біографія
Моран був сином художника Ежена Морана. Поль Моран навчався в Оксфордському університеті та Вільній школі політехнічних наук у Парижі й обрав дипломатичну кар'єру. З 1913 до 1916 року він був секретарем посольства в Лондоні, 1917 року — в Римі. 1918 року — в Мадриді. з 1919 до 1925 року працював у міністерстві закордонних справ у Парижі. Свої перші літературні твори (дві збірки поезій) Моран опублікував у 1919 та 1920 роках.
1921 року з'явилася його перша прозова книжка — збірка новел про Лондон, яка була опублікована з передмовою Марселя Пруста. Відомість Морану принесли його твори «Відчинено вночі» (Ouvert la nuit, 1922) та «Зачинено вночі» (Fermé la nuit, 1923). у 1920-ті та 1930-ті роки Моран публікує чимало подорожніх нотаток, новел і романів.
Після окупації Франції нацистами Поль Моран, відомий своїми антисемітськими поглядами, співпрацював з режимом Віші на посаді голови впливового комітету з розподілу паперу та як голова комісії цензури фільмів. 1943 року він був послом від вішистського режиму в Бухаресті, а 1944 року — в Берні. Після війни до 1953 року проживав у в Швейцарі.
Моран декілька разів подавав кандидатуру у Французьку академію. 1936 року його кандидатуру було відхилено. 1958 року, після емоційного засідання академії його кандидатуру відхилили вдруге. Проте 1968 року, всупереч незгоді Шарля де Голля та інших відомих діячів Франції, Поль МОран таки одержав крісло у Французькій академії, зайнявши місце покійного Моріса Гарсона, який був його непримеренним проотивником.
Заможній Моран захоплювався швидкими автомобілями і брав у 1930-их роках участь в автомобільних перегонах. Так 1933 року він узяв участь в Гран-прі По 1933 на автомобілі Bugatti Type 30.
Помер у Парижі у віці 88 років.

## Твори

### Поетичні збірки
- Lampes à Arc, avec un dessin de l'auteur, Paris, Au Sans Pareil, 1920, puis René Kieffer, 1926 (lithographies de Frans Masereel);
- Feuilles de Température (Paris, Au Sans Pareil, 1920);
- Poèmes complets (1914—1924) (Au Sans Pareil, 1924);
- Poèmes (Toulouse, éditions Richard, 1928);
- U.S.A., poèmes (Au Sans Pareil, hors-commerce, 1928);

### Новели і романи
- Tendres Stocks, 3 nouvelles (N.R.F., 1921, 1924)
- Ouvert la Nuit, 6 nouvelles (N.R.F., 1922, 1923, 1924, 1927, édition Populaire, 1951)
- Fermé la Nuit, 4 nouvelles (N.R.F., 1923 et 1935)
- Lewis et Irène, roman (Grasset, 1924, Émile-Paul, 1925, 1926)
- La Fleur Double (Émile-Paul, 1924)
- Les Amis Nouveaux (Au Sans-Pareil, 1924)
- Les Plaisirs Rhénans (Dusseldorf, librairie Léocadia, s.d)
- Mr. U (Édition des cahiers libres 1927)
- Milady (1927)
- «East India and Company», 12 nouvelles (New-York, 1927, англ.)
- À la Frégate, nouvelles (Paris, Les Éditions du Portique, 1930)
- Les rois du jour — Flèche d'Orient, nouvelle (N.R.F., 1932);
- Rococo, nouvelles (Grasset, 1933)
- France-la-doulce (N.R.F., 1934)
- "Je brûle Moscou "(Flammarion, 1934)
- Les Extravagants. Milady suivi de Monsieur Zéro, nouvelles (N.R.F., 1936)
- «L'homme pressé», roman (Gallimard, 1941 ; екранізований в 1977 Едуаром Молінаро)
- Feu M. le Duc, nouvelles (Genève, Milieu du Monde, 1942)
- Le bazar de la Charité, nouvelle (Genève, Club des bibliophiles, 1944)
- À la Fleur d'Oranger, nouvelles (Vevey, Éditions de la Table Ronde, 1945)
- Le Dernier Jour de l'Inquisition, nouvelles (Vevey, la Table Ronde, 1946)
- Montociel, Rajah aux Grandes Indes, roman (Genève, Éditions du Cheval Ailé, 1947)
- Le Dernier Jour de l'Inquisition (Vevey, La Table Ronde, 1947)
- Le Flagellant de Séville, roman (Fayard, 1951)
- Le Coucou et le Roitelet(Éditions du Tambourinaire, 1954)
- Hécate et ses chiens, roman (Flammarion, 1954)
- La Folle amoureuse, nouvelles (Stock, 1956)
- Fin de siècle, nouvelles (Stock, 1957)
- Le Prisonnier de Cintra (1958)
- Tais-toi, roman (Gallimard, 1965)
- Nouvelles du cœur (Gallimard, 1965)
- Nouvelles des yeux (Gallimard, 1965)
- Les Écarts amoureux, nouvelles (Gallimard, 1974)
- Nouvelles complètes, Gallimard, Bibliothèque de la Pléiade, 2 tomes (éd. Michel Collomb, 1992);
- Romans, Gallimard, Bibliothèque de la Pléiade (éd. Michel Collomb)

### Есе та портрети письменників
- De la vitesse (Éditions Kra, 1929)
- 1900 (Les Éditions de France, 1931; Flammarion, 1942)
- Papiers d'identité (Grasset, 1931)
- Le Réveille-matin (Grasset, 1936)
- Apprendre à se reposer (Flammarion, 1937)
- L'heure qu'il est (Grasset, 1938)
- Isabeau de Bavière (Les Éditions de France, 1939)
- Vie de Maupassant (Flammarion, 1942)
- Excursions immobiles (Flammarion, 1944)
- Adieu à Giraudoux (Porentruy, Aux Portes de France, 1944)
- Première visite à Marcel Proust (Genève, éditions du Cheval Ailé, 1948)
- Dostoïevsky, annonciateur de l'Europe russe, essai (Genève, éditions Pierre Cailler, 1948)
- Giraudoux. Souvenirs de notre jeunesse (Genève, La Palatine, 1948)
- Le Visiteur du soir. Marcel Proust (1949)
- Katherine de Heilbronn de Kleist (1956)
- Fouquet ou Le Soleil offusqué, biographie (Gallimard, 1961; coll.Folio/Histoire, 1985)
- Monplaisir… en littérature (Gallimard, 1967)
- Monplaisir… en histoire (Gallimard, 1969)
- Discours de réception à l'Académie française (Gallimard, 1969)
- L'Allure de Chanel (Hermann, 1976)

### Подорожні нотатки і портрети міст
- Rien que la Terre (Grasset, 1926 ; Plon, 1929; Bruxelles, édition du Nord, 1929)
- La Semaine de Bath (Champion, 1925);
- Siam (Aux Aldes, 1926)
- Le Voyage (Hachette, 1927)
- Tableaux de Paris (Émile-Paul, 1927)
- Syracuse USA (Grasset, 1928)
- Paris-Tombouctou' (Flammarion — La Rose des Vents, 1928)
- Hiver Caraïbe (Flammarion, La Rose des Vents, 1929)
- New York (Flammarion, 1930, 1931)
- New York, le Jour et la Nuit (Flammarion, 1930)
- Route de Paris à la Méditerranée (Firmin-Didot, 1931)
- Air Indien (Grasset, 1932)
- A.O.F. de Paris à Tombouctou (Flammarion, 1932)
- «Paris de nuit», c 60 фотографіями Брассая (Paris, Arts et Métiers Graphiques, 1933)
- Londres (Plon, 1933)
- Bucarest (Plon, 1934)
- Croisière du yacht Alphée (Y Cotnareanu, 1935)
- Rond-point des Champs-Élysées (Grasset, 1935)
- La Route des Indes (Plon, 1935)
- Méditerranée, mer des surprises (Mame, 1938)
- Florence que j'aime (éditions Sun, 1959)
- Bains de mer, bains de rêve (Lausanne, Guilde du Livre, 1960)
- Le nouveau Londres, suivi de Londres (Plon, 1962)
- Majorque (Barcelone, Noguer, 1963)
- Le Portugal que j'aime (éditions Sun, 1963)
- Venises (Gallimard, 1971).
- D'autres Venise(Nicolas Chaudun, 2010)
- Rhin et Danube (Nicolas Chaudun, 2011)
- Bains de soleil (Nicolas Chaudun, 2011
- So british ! (Nicolas Chaudun, 2012)

### Хроніки
- Papiers d'identité (Grasset, 1931)
- Mes débuts (Grasset, 1933)
- Rond-Point des Champs-Élysées (1935)
- Réflexes et Réflexions (Grasset, 1939)
- Chroniques de l'homme maigre (Grasset, 1940)
- Propos des 52 semaines (Milieu du Monde, 1942)
- L'eau sous les ponts (Grasset, 1954)